# Медведов (Светлогорский район)
 Медведов (бел. Ме́дзведаў) — деревня в Сосновоборском сельсовете Светлогорского района Гомельской области Республики Беларусь.

## География

### Расположение
В 9 км на юго-запад от Светлогорска, 10 км от железнодорожной станции Светлогорск-на-Березине (на линии Жлобин — Калинковичи), 119 км от Гомеля.

### Гидрография
Кругом мелиоративные каналы, которые через канал Медведовский, соединены с рекой Виша.

## Транспортная сеть
Рядом автодорога Горки — Светлогорск. Планировка состоит из короткой улицы, ориентированной с юго-востока на северо-запад, которая пересекается второй короткой улицей. Застройка деревянная, усадебного типа.

## История
Основана в начале XX века переселенцами из соседних деревень. В 1908 году в Карповичской волости Речицкого уезда Минской губернии. В 1931 году жители вступили в колхоз. Согласно переписи 1959 года располагались начальная школа и фельдшерско-акушерский пункт.
До 10 марта 1960 года деревня входила в состав Шатилковского сельсовета Паричского района, до 30 марта 1992 года — в состав Чирковичского сельсовета, до 16 декабря 2009 года в составе Печищанского сельсовета, с 16 декабря 2009 года в составе Сосновоборского поселкового Совета депутатов, с 12 декабря 2013 года в составе Сосновоборского сельсовета.

## Население

### Численность
- 2021 год — 164 жителя

### Динамика
- 1908 год — 2 двора, 22 жителя
- 1959 год — 139 жителей (согласно переписи)
- 2004 год — 67 хозяйств, 223 жителя
- 2021 год — 164 жителя